# Saison 1 de The Knick
Chronologie
Saison 2
Cet article présente les épisodes de la première saison de la série télévisée américaine The Knick.

## Synopsis
Au début du XXe siècle, l'hôpital Knickerbocker de New-York est à la pointe de la recherche médicale. Le docteur John Thackery prend la tête du département de chirurgie, qu'il obtient à la mort de son mentor, mais ses addictions menacent son jugement. Les donateurs de l'établissement lui imposent un nouveau second : Algernon Edwards, au cursus impressionnant mais noir de peau.

## Distribution

### Acteurs principaux
- Clive Owen (VF : Julien Kramer) : Dr John « Thack » Thackery
- Andre Holland (VF : Jean-Baptiste Anoumon) : Dr Algernon Edwards
- Jeremy Bobb (VF : Bernard Gabay) : Herman Barrow
- Juliet Rylance (VF : Marie-Eve Dufresne) : Cornelia Robertson
- Eve Hewson (VF : Anne-Charlotte Piau) : Lucy Elkins
- Michael Angarano (VF : Fabrice Fara) : Dr Bertram « Bertie » Chickering Jr.
- Chris Sullivan (VF : Jean-Jacques Nervest) : Tom Cleary
- Cara Seymour (VF : Blanche Ravalec) : Sœur Harriet
- Eric Johnson (VF : Damien Boisseau) : Dr Everett Gallinger
- David Fierro (VF : Fabrice Leylon) : Jacob Speight
- Matt Frewer (VF : Denis Boileau) : Dr J.M. Christiansen
- Maya Kazan (VF : Julie Turin) : Eleanor Gallinger
- Leon Addison Brown : Jesse Edwards
- Grainger Hines : Capitaine August Robertson

### Acteurs récurrents et invités
- Lucas Papaelias (VF : Guy Vouillot) : Eldon Pouncey
- Ying Ying Li (VF : Jade Phan-Gia) : Lin-Lin
- Richard James Porter (VF : Gérard Sergue) : monseigneur Joseph Mills Lawlor
- Melissa Errico (VF : Claudine Grémy) : Catherine Christiansen
- Zuzanna Szadkowski (VF : Margaretta Bluet) : Infirmière Pell
- Danny Hoch (en) (VF : Jean-Alain Velardo) : Bunky Collier
- Perry Yung (VF : Marc Perez) : Ping Wu
- Suzanne Savoy (en) (VF : Annie Le Youdec) : Victoria Robertson
- Emily Bergl (VF : Valérie Nosrée) : Mme Hemming
- Rachel Korine (VF : Jade Phan-Gia) : Junia
- Jennifer Ferrin (en) (VF : Laura Zichy) : Abigail Alford
- Ylfa Edelstein (VF : Eva Lorach) : infirmière Baker
- Ghana Leigh (VF : Odile Schmitt) : Mme Odom
- Tom Lipinski (VF : Thibaut Lacour) : Phillip Showalter
- Gary Simpson (VF : Frédéric Cerdal) : Hobart Showalter
- Charles Aitken : Henry Robertson
- LaTonya Borsay : Evaline Edwards
- Michael Nathanson : Dr Levi Zinberg
- Reg Rogers (en) : Dr Bertram Chickering, Sr.
- Molly Price : Effie Barrow
- Johanna Day (en) : Eunice Showalter
- Happy Anderson : Mr. James « Jimmy » Fester
- Collin Meath : Phineas « Phinny » Sears

## Épisodes

### Épisode 1:Méthode et Folie
- États-Unis /  Canada : 8 août 2014 sur Cinemax
- France : 9 août 2014 (VOSTFr) sur OCS Go[1]
- Suisse : 1er septembre 2014 (VOSTFr) sur RTS Un[2]
- Québec : 25 novembre 2014 à Super Écran[3]

- États-Unis : 354 000 téléspectateurs[4] (première diffusion)

Dans la salle de chirurgie de l'hôpital Knickerbocker, les docteurs Christiansen et John Thackery tentent de réaliser une opération pour sauver une mère et son enfant d'un cas de placenta praevia, mais l'opération échoue et les deux patients meurent. C'est la mort de trop pour Christiansen qui se suicide après l'opération. Thackery reçoit donc le poste de son prédécesseur, ami et mentor comme chef de l'équipe de chirurgie. Il pense prendre pour adjoint son collègue Dr Everett Gallinger, mais le comité de direction lui impose Dr Algernon Edwards, qui a suivi une brillante formation à travers l'Europe et connait bien le bienfaiteur principal de l’établissement, le capitaine Robertson. Déjà réticent, quand Thackery découvre qu'Edwards est afro-américain, il refuse de l’intégrer. En représailles, Robertson fait retarder l'installation de l’électricité dans l'hôpital. Le directeur Herman Barrow se charge d'engager Edwards mais dit que c'est l'idée de Thackery.

### Épisode 2:Les Chaussures de M. Paris
- États-Unis /  Canada : 15 août 2014 sur Cinemax

- États-Unis : 419 000 téléspectateurs[5] (première diffusion)

### Épisode 3:Les Puces animées
- États-Unis /  Canada : 22 août 2014 sur Cinemax

- États-Unis : 407 000 téléspectateurs[6] (première diffusion)

### Épisode 4:Où est la dignité?
- États-Unis /  Canada : 5 septembre 2014 sur Cinemax

- États-Unis : 374 000 téléspectateurs (première diffusion)

### Épisode 5:La Capture de l'éclat
- États-Unis /  Canada : 12 septembre 2014 sur Cinemax

- États-Unis : 322 000 téléspectateurs[7] (première diffusion)

### Épisode 6:Appelle-moi père
- États-Unis /  Canada : 19 septembre 2014 sur Cinemax

- États-Unis : 358 000 téléspectateurs[8] (première diffusion)

Thackery appelle Chickering en plein week-end avec une nouvelle idée : mettre au point une procédure pendant les opérations pour le placenta praevia et s'exercer sur des prostituées. Quand l'occasion se présente de la tester, ils essaient aussitôt et parviennent à sauver la mère et l'enfant. Thackery commence à écrire un article sur le sujet. Cornelia et l'agent Speight trouvent le lien entre les cas de fièvre typhoïde dans les beaux quartiers : une cuisinière qui a travaillé dans toutes les maisons, qu'ils font arrêter alors qu'elle ne montre aucun symptôme. Les journaux s'emparent de l’affaire Typhoid Mary. La fille de Gallinger meurt de sa méningite, laissant la mère dévastée et en pleine dépression et déni ; sœur Harriet pense alors à lui confier une petite fille abandonnée dans son dispensaire.

### Épisode 7:Attrape la corde
- États-Unis /  Canada : 26 septembre 2014 sur Cinemax

- États-Unis : 358 000 téléspectateurs[9] (première diffusion)

### Épisode 8:Dur travail en retard
- États-Unis /  Canada : 3 octobre 2014 sur Cinemax

- États-Unis : 349 000 téléspectateurs[10] (première diffusion)

### Épisode 9:Le Lotus d'or
- États-Unis /  Canada : 10 octobre 2014 sur Cinemax

- États-Unis : 319 000 téléspectateurs[11] (première diffusion)

### Épisode 10:Le Bouclier
- États-Unis /  Canada : 17 octobre 2014 sur Cinemax

- États-Unis : 413 000 téléspectateurs[12] (première diffusion)

Cornelia se fait finalement avorter par sœur Harriet et découvre son commerce avec Cleary. Le lendemain, alors qu'elle va se marier, Edwards vient prendre de ses nouvelles et mettre un terme à leur liaison. Elle épouse donc son fiancé tandis qu'Edwards se saoule et défie une brute qui le laisse inconscient. Barrow est pris à la gorge par Collier. Il demande à Thackery de l’aide auprès de Ping Wu, mais il refuse de l’aider, et décide d'aller voir Wu directement. Wu tue Collier et devient le nouveau créancier de Barrow. Gallinger découvre que les traitements pour la dépression de sa femme sont radicaux : elle s'est fait arracher toutes les dents.